# Hobiti
Hobiti so izmišljena, majhna, človeku podobna bitja, iz Tolkienovega Srednjega sveta; nastopajo v pripovedih Gospodar prstanov, Hobit in drugih.
Hobiti imajo velika, močno poraščena stopala (čevljev namreč ne poznajo) in so po naravi nekoliko bolj debelušni. Poleg zajtrka, kosila, večerje in malic poznajo še tako imenovane »predzajtrk, predkosilo, predvečerja...« in podobno. Imajo najmanj osem (precej obilnih) obrokov na dan.
Hobiti hodijo bosi, živijo pa na Šajerskem, najrajši kadijo pipno zel in živijo v okroglih »hiškah« z okroglimi vrati, ter na splošno uživajo življenje v prelepih pokrajinah, polnih zelenja, gozdov, travnikov, polj in čudovitega zraka.
Kljub svoji dobrodušnosti se znajo tudi upreti sovražniku, kot so se denimo na koncu tretjega veka, ko so združili moči in iz Šajerske pregnali gorjačarje.
V tretjem veku so hobiti spremenili usodo Srednjega sveta, saj je Frodo Bisagin s svojim prijateljem Samom uničil Prstan Mogote in tako rešil življenje vsem dobrim bitjem.